# Коди, Джон Патрик
Джон Патрик Коди (англ. John Patrick Cody; 24 декабря 1907, Сент-Луис, США — 25 апреля 1982, Чикаго, США) — американский кардинал. Титулярный епископ Аполлонии Иллирийской и вспомогательный епископ Сент-Луиса с 4 мая 1947 по 21 января 1954. Коадъютор епархии Сен-Джозефа с 21 января 1954 по 9 мая 1955. Апостольский администратор епархии Сен-Джозефа с 9 мая 1955 по 24 августа 1956. Коадъютор епархии Канзас-Сити-Сент-Джозефа с 24 августа по 11 сентября 1956. Епископ Канзас-Сити-Сент-Джозефа с 11 сентября 1956 по 20 июля 1961. Коадъютор архиепархии Нового Орлеана и титулярный архиепископ Босры с 20 июля 1961 по 18 ноября 1964. Архиепископ Нового Орлеана с 18 ноября 1964 по 14 июня 1965. Архиепископ Чикаго с 14 июня 1965 по 25 апреля 1982. Кардинал-священник с 26 июня 1967, с титулом церкви Санта-Чечилия с 29 июня 1967.